# Mario's Cement Factory
Mario's Cement Factory (マリオズ・セメント・ファクトリー 'Mariozu Semento Fakutorī'?) es un videojuego de plataformas LCD de 1983 desarrollado y publicado por Nintendo bajo su serie Game & Watch. Sigue a los juegos anteriores de "Mario", como las versiones arcade y Game & Watch de "Donkey Kong". Los jugadores controlan a Mario mientras navega por ascensores y canaliza cemento a través de una fábrica, mientras intenta evitar que el cemento aplaste a sus compañeros de trabajo. Se lanzaron dos versiones del juego: una unidad Table Top y un juego portátil similar a la mayoría de los otros títulos de Game & Watch. El desarrollo estuvo a cargo de Nintendo R&D1, dirigido por el ingeniero Gunpei Yokoi.
El juego ha sido relanzado varias veces; se presentó como parte de Game Boy Gallery para Game Boy, Game & Watch Gallery 4 para Game Boy Advance y como descarga digital para Nintendo DSi. Ha sido descrito por los críticos como uno de los juegos más extraños de la franquicia Mario.

## Jugabilidad
Mario's Cement Factory pone a los jugadores en control de Mario, que trabaja en una fábrica de cemento donde canaliza cemento en camiones de cemento. Mario debe navegar por dos ascensores peligrosos y evitar caerse o ser aplastado y perder una vida. También debe vaciar cemento continuamente en los camiones, de lo contrario, el cemento se desbordará y aplastará a uno de los trabajadores de abajo, lo que le costará la vida a los jugadores. Hay dos modos de juego: A y B, siendo este último más rápido y más difícil.

## Desarrollo
Mario's Cement Factory fue desarrollada por Nintendo R&D1, que en ese momento estaba dirigida por Gunpei Yokoi, y publicada por Nintendo. Como todos los lanzamientos de Game & Watch, cada unidad es un dispositivo portátil independiente que funciona como un reloj y solo puede jugar un juego. Hirokazu Tanaka compuso los sonidos del juego.
Se lanzaron dos versiones del juego. El primero es parte de la serie Game & Watch Table Top y debutó el 28 de abril de 1983. Tiene una pantalla iluminada a todo color y se produjeron aproximadamente 250,000 modelos. The Table Top series did not sell as well, leading to Mario's Cement Factory being one of only four Table Top units ever produced. A smaller handheld version was later released on June 8 as part of the New Wide Screen series. It has a monochrome screen with a color overlay, and approximately 750,000 units were produced.
The game was released the same year that Nintendo's Famicom system debuted in Japan, and two years after the first Mario title (the arcade game Donkey Kong).
La primera revisión de la versión de mesa se destaca por reproducir un breve extracto de la canción de Queen Another One Bites The Dust cada vez que se inicia un nuevo juego. En revisiones posteriores del juego, este extracto fue reemplazado por una melodía genérica.

## Relanzamientos
Mario's Cement Factory se ha relanzado de varias formas. Se incluyó en la Galería de Game Boy de 1995 para Game Boy, con gráficos actualizados. También se relanzó en la línea Nintendo Mini Classics, que volvió a empaquetar los juegos de Game & Watch en pequeños dispositivos similares a Game Boy. Tanto la nueva pantalla panorámica como una versión actualizada se incluyeron en la Game & Watch Gallery 4 de 2002 para Game Boy Advance. En 2009, el juego fue relanzado para el servicio de descarga DSiWare de Nintendo DSi (junto con otros juegos de Game & Watch). La versión para DSi se lanzó en Japón el 18 de agosto. Fue lanzado en América del Norte y Europa en marzo de 2010. La versión DSi también se entregó como recompensa en el ahora desaparecido servicio Club Nintendo de Nintendo.

## Recepción

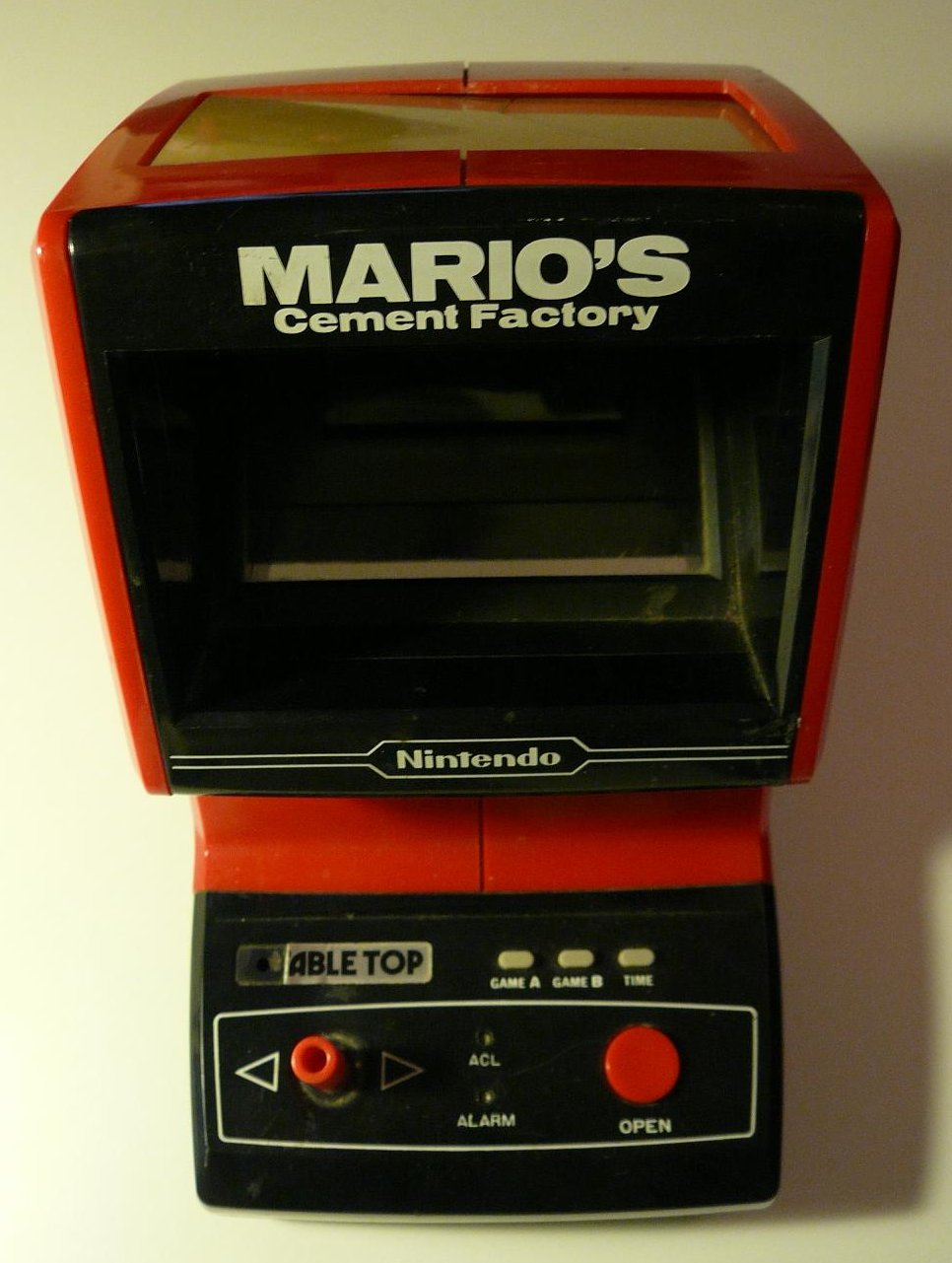
La unidad Table Top de Mario's Cement Factory

Mario's Cement Factory ha sido calificado como uno de los mejores juegos de Game & Watch y elogiado por su relativa complejidad. Un crítico lo llamó divertido, otro un "viejo favorito", mientras que otro elogió su valor de repetición. El personal de la revista Video Games lo consideró un juego más difícil que muchos antes. Sin embargo, recibió algunas críticas; ha sido llamado primitivo por los estándares de hoy, y una revisión del lanzamiento de DSiWare se quejó de que los controles eran demasiado "quisquillosos y precisos".
Ha sido llamado una de las entradas más extrañas en la serie Mario. El papel de Mario como trabajador de una fábrica de cemento se ha mencionado en varios artículos que cubren la variedad de profesiones que Mario ha realizado.
Las unidades originales se han convertido en artículos de colección y, como muchos títulos de Game & Watch, una unidad completa en caja puede venderse por más de 100 dólares. El juego apareció en una exhibición de Gunpei Yokoi en Harajuku en 2010.